# Coptodon zillii
Coptodon zillii is een straalvinnige vissensoort uit de familie van cichliden (Cichlidae). De wetenschappelijke naam van de soort werd voor het eerst geldig gepubliceerd in 1848 door Gervais als Acerina zillii.